# Groningen (tartomány)
Groningen Hollandia legészakibb tartománya.

## Fekvése
Északon az Északi-tenger, nyugaton Frízföld, keleten Alsó-Szászország határolja.

## Gazdaság
A legfontosabb ipari ágazatok a következők:
- földgáz-termelés
- cukorgyártás
- papírgyártás
- fémgyártás
- hajógyártás